# Кеньон, Кэтлин
Дама Кэ́тлин Мэ́ри Ке́ньон (англ. Kathleen Mary Kenyon; 5 января 1906, Лондон — 24 августа 1978) — английский специалист по библейской археологии. Прославилась обнаружением культур докерамического неолита.

## Биография
Дочь сэра Фредерика Джорджа Кеньона, директора Британского музея и президента Британской академии. Высшее образование получила в Оксфорде (Сомервиль-колледж).
Принимала участие во многих археологических экспедициях на Ближнем Востоке и в Африке. 
В 1948—1962 гг. читала лекции по палестинской археологии в Институте археологии Лондонского университета. Состояла директором Британской археологической школы в Иерусалиме (1951—1962).
Наибольшую известность Кетлин принесли её сенсационные раскопки в Иерихоне (1952—1958). В результате были открыты множественные пласты этого древнейшего в мире города, существовавшего ок. 9 тыс. лет, пролит свет на культуру Ханаана в доизраильский период. В частности, были найдены следы человеческих жертвоприношений. Самым поразительным результатом раскопок Кетлин было почти полное отсутствие следов поселения в Иерихоне в 1500—1200 годах до н. э., когда произошло его завоевание Иисусом Навином. От указанного времени сохранилось лишь несколько могил и обломков. Кетлин объяснила этот загадочный факт тем, что после Иисуса Навина город долго находился в запустении, его руины, оставаясь под открытым небом, подверглись разрушительной эрозии и поэтому следов от времен Иисуса Навина не сохранилось.
Кэтлин Мэри Кеньон умерла 24 августа 1978 года в Рексеме.